# Pierre Étienne Simon Duchartre
Pour les articles homonymes, voir Duch.
Pierre Étienne Simon Duchartre est un botaniste français, né le 27 octobre 1811 à Portiragnes dans le département de l'Hérault et mort le 5 novembre 1894 à Paris (7e).

## Biographie
Pierre Étienne Simon Duchartre naît le 27 octobre 1811 à Portiragnes (Hérault) sous le Premier Empire.
Il est l’un des fondateurs de la Société botanique de France en 1854 dont il assure la présidence en 1859, en 1868, en 1874, en 1876, en 1888 et en 1893.
Il est élu membre de l'académie des sciences dans la section de botanique le 21 janvier 1861.
Il est le grand-père de l'écrivain français Pierre-Louis Duchartre.
Il meurt sous la Troisième République à Paris le 5 novembre 1894 à l'âge de 83 ans.

## Distinctions
- Officier de la Légion d'honneur[5]

## Publications
- Éléments de botanique, comprenant l'anatomie, l'organographie, la physiologie des plantes, les familles naturelles et la géographie botanique, Paris : chez J.-B. Baillière & fils, 1867 , 2e éd. revue & augmentée, 1877